# Schistosoma mansoni
Schistosoma mansoni är en plattmaskart som ingår i släktet Schistosoma, och familjen Schistosomatidae. Plattmasken är en parasit som kan ge upphov till den kroniska sjukdomen Schistosomiasis, även kallat snäckfeber eller bilharzia, som kan vara mycket besvärlig. Parasiten finns framförallt i Afrika men även i andra världsdelar där ökad utbredning sker.

## Taxonomi – Schistosomasläktet
Det finns ett 20-tal arter inom schistosomasläktet varav fem av dem kan orsaka sjukdomen snäckfeber. Schistosoma mansoni, Schistosoma japonicum och Schistosoma haematobium är de arter som i störst utsträckning orsakar sjukdomen medan de andra två arterna, Schistosoma intercalatum samt Schistosoma mekongi, är mindre vanliga, dock med liknande symptom som S. japonicum och S. haematobium.

## Morfologi
Schistosoma mansoni har en trattformad sugmun i ena änden och ett ventralt sugorgan i direktkontakt med tarmen. Maskarna har en gul eller gulbrun färgton och könen har olika kroppsbyggnad. Hanen är cirka 10 mm lång och 1 mm bred och vit till färgen. Hanen har 6–9 testiklar och de genitala porerna sitter i den bakre änden nära det ventrala sugorganet. Honan är smalare och något längre (10–14 mm) och har en enda äggstock belägen i främre delen av kroppen. Livmodern kan ha olika storlek beroende på var någonstans äggstocken sitter i förhållande till den genitala poren. Sitter äggstocken nära den genitala poren är livmodern kortare än om den sitter längre ifrån.

## Ursprung och utbredning

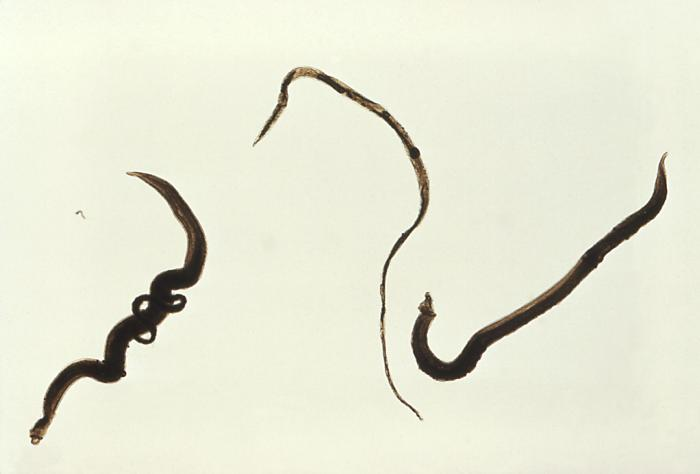
Fyra vuxna Schistosoma mansoni. De två till vänster har bildat ett reproduktivt par. Den näst längst ut är en hona och den längst ut till höger är en hane.

Schistosoma mansoni sägs härstamma från Asien och skall ha spridits till Afrika. Parasiten framträdde förmodligen efter att sötvattensnäckor av släktet Biomphalaria spred sig över Atlanten från neotropikerna till just Afrika. Detta skedde, enligt studier som gjorts på afrikanska fossiler, för 2–5 miljoner år sedan.
Parasitpopulationen utvecklades framgångsrikt i Afrika och spreds med slavhandeln vidare till både Europa och Amerika. I Egypten har Schistosoma mansoni nästan helt ersatt släktingen Schistosoma haematobium i nildeltat och därifrån spridits ut över hela landet. I Senegal har byggandet av dammar och vattenbarriärer lett till en epidemi och i Brasilien har parasiten lokalt blivit ett problem. Trots den stora utbredningen i världen har parasiten på de karibiska öarna blivit utkonkurrerad av andra vattenlevande organismer och påverkats av miljöförändringar.

## Livscykel

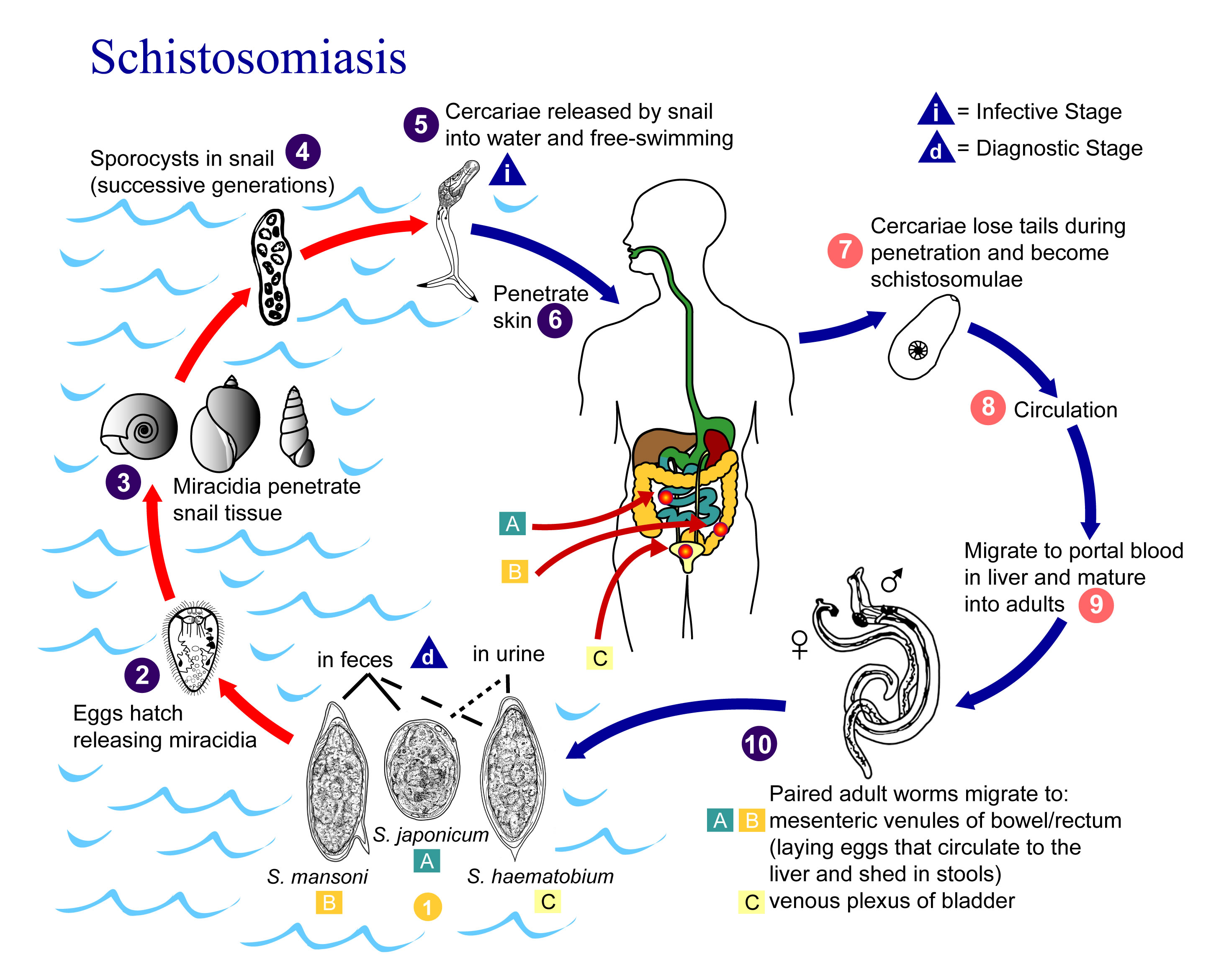
Livscykel för Schistosoma mansoni, Schistosoma haematobium och Schistosoma japonicum

Det är i plattmaskens larvstadium som den ”attackerar” människor när de badar i sötvatten där arten förekommer. Larven penetrerar huden i vattnet och i kroppen vidareutvecklas den till en vuxen schistosom som lever i blodkärlen. Honorna producerar därefter ägg som sprids via avföring eller urin medan andra fastnar i kroppsvävnaden.

### Det vuxna stadiet
Vuxna Schistosoma mansonis är ungefär 10 mm långa. Honan och hanen formar tillsammans ett reproduktivt par i tarmen hos värden där honan ligger som i en liten ficka hos hanen. Ett par kan ligga i flera år hos denna värd och honan producerar ofta flera tusentals ägg under denna period.

### Äggstadiet
De nyproducerade äggen släpps genast ut genom tarmväggarna och cirkulerar sedan runt i blodet. Vissa av äggen fastnar i levern och i andra inre organ och skapar på så vis många av de symtom och besvär som till slut kommer att leda till sjukdomen schistosomiasis. De ägg som inte fastnar i organen följer med avföringen samt urin och om de i samband med detta kommer i kontakt med sötvatten kommer äggen att mogna och kläckas. När de kläcks kommer de gå över till sitt ”frilevande” larvstadium som kallas miracidium.

### Miracidium

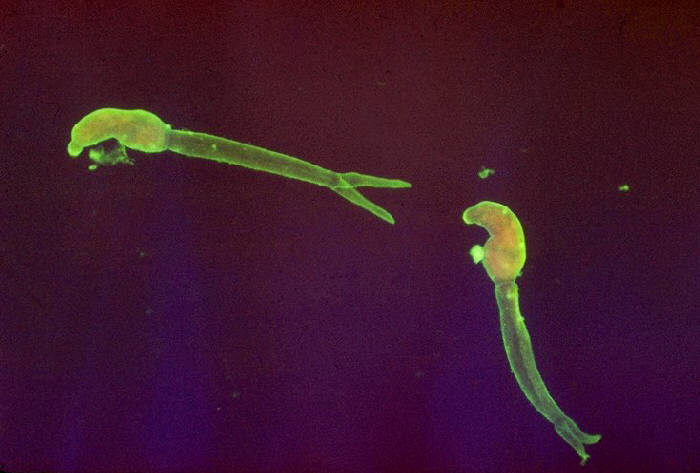
Cercarielarver av Schistosoma mansoni som här syns med grön fluorescerande färg.

Miracidielarver simmar runt i sötvatten med hjälp av cilier som de har på sin kropp. De är kortlivade och lever enbart i en dag. För att miracidier ska kunna överleva krävs det därför att det snabbt hittar och infekterar en annan värd, nämligen sötvattensnäckor av släktet Biomphalaria. Inuti snäckorna omvandlas miracidier till sporocyster. I sporocyststadiet produceras cercarielarver genom asexuell reproduktion. På så vis kan en miracidie (i sitt sporocyststadium) producera flera tusentals genetiskt identiska cercarier i mellanvärden.
Biomphalariasnäckorna börjar sedan, 3–4 veckor efter att de blivit infekterade av en miracidie, att släppa ut cercarielarver i sötvattnet där de kan simma runt fritt. Även detta stadium är kortvarigt (lever i cirka en dag). För att överleva måste cercarielarven denna gång hitta en människa som blir larvens slutvärd och det är på så vis parasiten infekterar människor.
Det tar ca en månad för en cercarielarv att inuti människan utvecklas till en vuxen Schistosoma mansoni, emigrera till blodkärlen runt tarmen, hitta en partner och börja producera ägg.

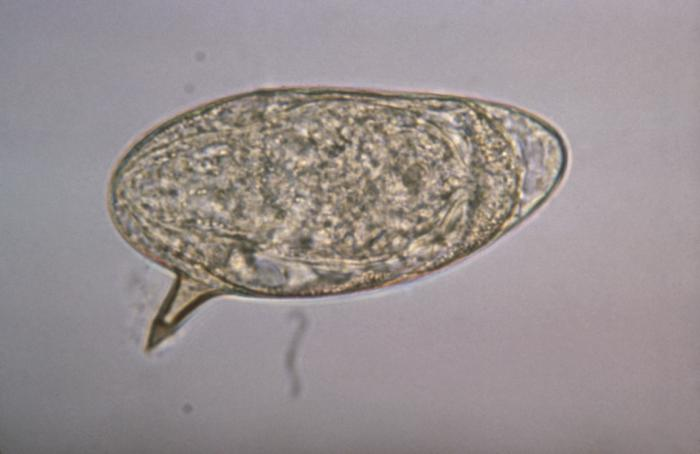
Ägg av Schistosoma mansoni

## Sjukdom - Schistosomiasis
Schistosomiasis är en kronisk sjukdom som orsakar stora hälsoproblem och i dagsläget är omkring 83 miljoner människor infekterade med Schistosoma mansoni.

### Symptom
Några dagar efter att man har blivit infekterad kan det uppstå klåda och utslag på huden men de allra flesta känner inte av dessa symptom. Efter 1-2 månader drabbas man av feber, hosta och muskelsmärtor. De ägg som inte passerar ut ur kroppen med avföringen/urinen lägger sig i urinblåsan eller i tarmväggen och kan där orsaka inflammation och ärrbildning. Det är alltså dessa ägg snarare än plattmaskarna som orsakar symptomen för schistosomiasis.
Upprepade infektioner kan leda till undernäring, blodbrist och inlärningssvårigheter hos barn. Även levern, mjälten, lungorna, urinblåsan och tarmarna kan skadas av parasiten om man bär på den under flera år. Utan behandling kan schistosomiasis bli kroniskt vilket förhöjer risken för cancer i urinblåsan med symptom såsom; buksmärta, förstorad lever, svårigheter med att urinera samt blod i avföringen/urinen. Vid enstaka fall kan äggen ta sig till hjärnan och ryggmärgen och det kan yttra sig i kramper, förlamning eller inflammation i ryggmärgen.

### Spridning
Jordbrukets utveckling i många länder medför krav på utökade vattensystem och dessa har lett till en ökad spridning av framförallt Schistosoma mansoni. Global uppvärmning kan komma att leda till en spridning av parasitens värdar, Biomphalariasnäckor.

### Behandling och förebyggande åtgärder
Det finns medicinering för schistosomiasis, Praziquantel, som ska intas i 1-2 dagar  samt läkemedelet Meclonazepam som har en scistodomicidal aktivitet gentemot Schistosoma mansoni 
Det krävs att denna behandling påbörjas i tid för att inte sjukdomen ska bli kronisk. God hygien på toaletter samt bekämpning mot Biomphalariasnäckorna minskar riskerna för sjukdomen. För att undvika att bli infekterad bör man ej bada eller dricka vatten i floder och sjöar i riskzonerna. Det forskas även på att framställa ett vaccin som gör det omöjligt för parasiten att slutföra sin livscykel i människan.